# پیتر لنک

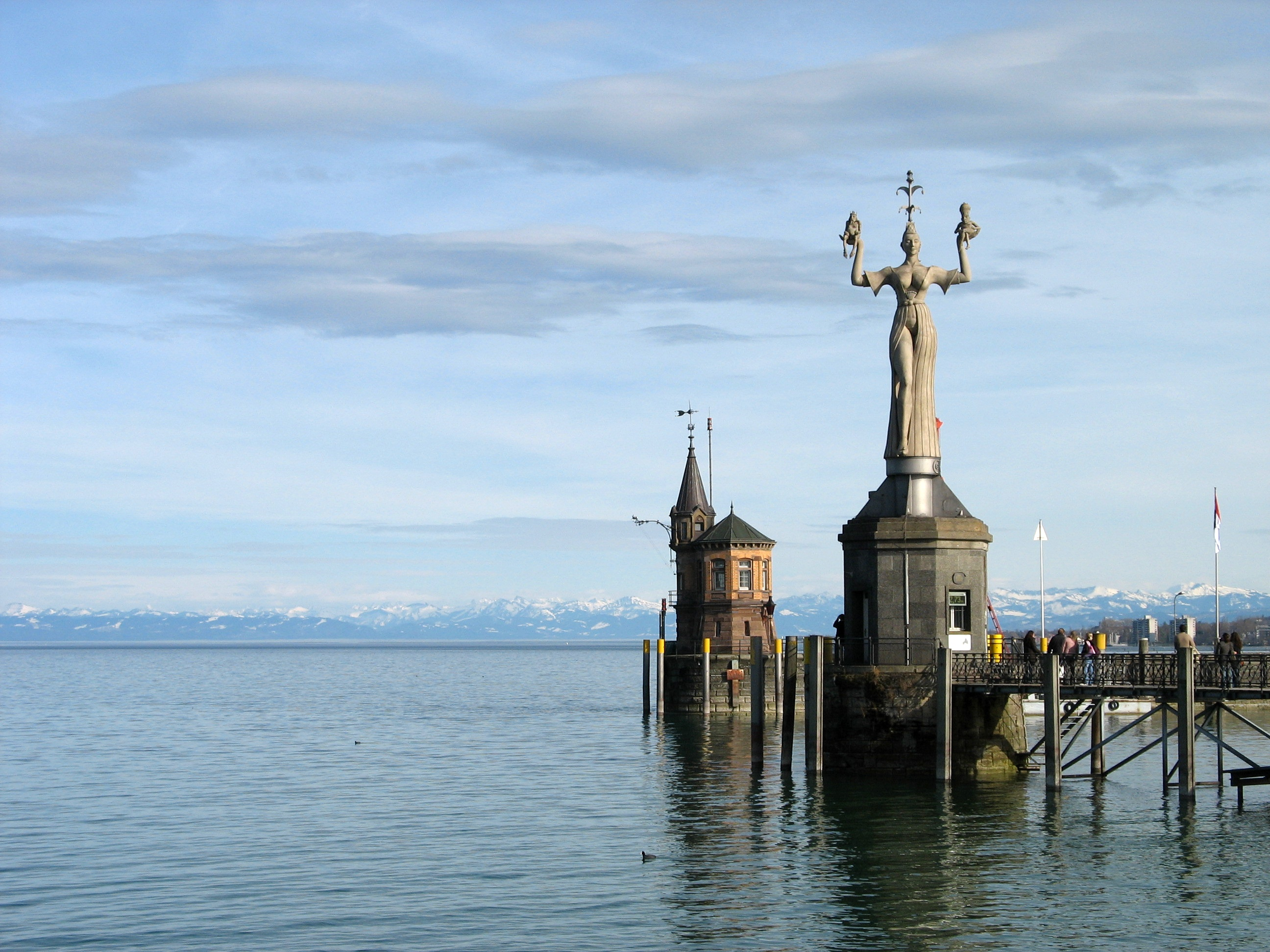
ایمپریا اثر پیترلینکز در کنستانتس

پیتر لنک (به آلمانی: Peter Lenk) (متولد ۶ ژوئن ۱۹۴۷ در نورنبرگ) یک مجسمه‌ساز آلمانی اهل بودمان-لودویگسهافن در دریاچه کنستانس است. او از طریق طنز نارضایتی‌های اجتماعی را که احساس می‌کند به تصویر می‌کشد. او به دلیل محتوای بحث برانگیر آثارش، مورد توجه قرار گرفته‌است. از جمله آثار او می‌توان به مجسمه ده متری بندر کونشتانتس اشاره کرد.

## زندگی
لنک در آکادمی دولتی هنرهای زیبا در اشتوتگارت تحصیل کرد. ابتدا معلم هنر و سفالگر بود. او شهرت خود را از طریق طراحی و اجرای مجسمه‌هایی که از بتن ساخته شده‌اند، به دست آورد.

## کارهای نخست
لنک در دهه ۱۹۸۰ در درجه اول از طریق اقدامات غیرمجاز توجه عموم را به خود جلب کرد. این‌ها عبارت بودند از:
- مجسمه ۱۲ تنی «قایقران شوابی»[الف] با شعار «ما می‌خواهیم در آرامش به غذا خوردن ادامه دهیم»[ب] در کورفورستن‌دم برلین.[۴]
- «ماورکیکر»[پ] به مناسبت بیست و پنجمین سالگرد (۱۹۸۶) ساخت دیوار برلین، در مقابل ایست بازرسی چارلی. در گزارش پلیس، لنک توضیح می‌دهد: «اگر فولکس‌پولیتزای بخندد، شلیک نمی‌کند».[۵]
- لنک برای هفتصد و پنجاهمین سالگرد در برلین، به عنوان کمکی غیرمجاز به بلوار مجسمه‌سازی برلین،[۶] مجسمه ۱۲ متری «کشتی احمق‌ها» را روی یک کامیون تخت در وسط میدان بریت‌شایدن‌پلاتز درست در کنار کلیسای یادبود قرار داد. بنای یادبود سیار او باید روز بعد برداشته می‌شد زیرا یک تجمع کلیسا در همین مکان برنامه‌ریزی شده بود و «دو اسقف چروکیده و یک کاردینال هرمافرودیت» نیز در کشتی دیده می‌شدند. لنک بیان می‌کند که باید ۱۰۵ مارک جریمه می‌پرداخت و در فلنزبورگ به دلیل «پارک کردن کشتی‌ها در جاده‌های عمومی» یک نمرهٔ منفی در گواهینامهٔ رانندگی‌اش دریافت کرد.[۷]
- در میدان مونسترپلاتز در بن، او مجسمه «دیونیسوس در گذر مصنوعی» (کنایه ای از هلموت کوهل) را با تقدیم انتخاباتی «به پیروزمندان ۱۹۸۷» نصب کرد.[۸]

## یادداشت
1. ↑  Schwäbische Floßfahrer
2. ↑  Wir wollen in Frieden weiterfressen
3. ↑  Mauerkieker